# Phùng Khánh Linh
Phùng Khánh Linh (sinh ngày 7 tháng 5 năm 1994) là một nữ ca sĩ kiêm nhạc sĩ sáng tác ca khúc người Việt Nam. Những bài hát do cô sáng tác luôn thu hút sự quan tâm của công chúng, và được truyền thông lẫn giới chuyên môn ghi nhận.
Trong suốt sự nghiệp của mình, cô nhận được bảy đề cử của giải Cống hiến, một đề cử của giải Mai Vàng và một đề cử của giải Làn Sóng Xanh.

## Tiểu sử
Phùng Khánh Linh sinh năm 1994 tại thành phố Bắc Giang, tỉnh Bắc Giang (nay thuộc phường Bắc Giang, tỉnh Bắc Ninh), trong một gia đình không có ai theo nghệ thuật. Cô theo học tại Trường THPT chuyên Bắc Giang (nay là Trường THPT chuyên Bắc Ninh số 2), sau đó là tốt nghiệp ngành Luật Trường Đại học Công đoàn. Cô bén duyên với âm nhạc từ 3 tuổi, và chỉ nuôi dưỡng ước mơ làm ca sỹ qua những sân khấu ở trường học và sinh hoạt ở Cung văn hóa thiếu nhi tỉnh. Từng bị bố cấm theo nghệ thuật, biết ơn những năm tháng khó khăn, Phùng Khánh Linh chia sẻ cô bắt đầu đặt bút viết những nốt nhạc đầu tiên vào năm 2016, nhưng đó chỉ là những bước đi chập chững đầu tiên.

## Sự nghiệp

### 2015–2018: Tham giaGiọng hát Việtmùa 3, nổi tiếng với "Hôm nay tôi buồn"
Phùng Khánh Linh chia sẻ về con đường đến với nghề ca hát, báo VietnamPlus
Cô bắt đầu được biết đến sau khi tham dự mùa ba của chương trình truyền hình Giọng hát Việt khi được cả 4 huấn luyện viên cùng chọn về đội của mình. Trong suốt cuộc thi, cô hầu như luôn dẫn đầu lượng bình chọn của khán giả hàng tuần của team Thu Phương. Cô dừng bước tại vòng liveshow 7. Sau khi rời cuộc thi, cô tạm dừng các hoạt động nghệ thuật trong 3 năm để hoàn thành bằng cử nhân ngành Luật. Cô sáng tác đầu tay là ca khúc "One side love" viết vào đầu năm 2017 về câu chuyện tình yêu chớm nở dễ thương. Sản phẩm này ra mắt nhưng không tạo được dấu ấn như cô mong đợi. Cô ra mắt bài hát "Hôm nay tôi buồn" vào đầu năm 2018; nhờ bài hát này, Phùng Khánh Linh đã nhận được các đề cử tại các giải thưởng âm nhạc danh giá, trong đó có Bài hát của năm và Nghệ sĩ mới xuất sắc nhất tại Giải thưởng Âm nhạc Cống Hiến 2019. Ngày 29 tháng 2 năm 2020, Phùng Khánh Linh đầu quân về Hãng đĩa Thời Đại, và công ty Universal Music Vietnam sau đó 5 tháng.

### 2020–2024: Đột phá vớiyesteryear&CITOPIA
Ngày 3 tháng 12 năm 2020, cô chính thức giới thiệu album đầu tay yesteryear (Những ngày tháng đã qua) với 13 ca khúc do chính cô sáng tác đến công chúng, trong đó "Thế giới không anh" được chọn làm bài hát chủ đề. Album yesteryear được đánh giá là cú đột phá của nhạc pop đầu thập niên 2020. Phùng Khánh Linh tiếp tục chứng tỏ mình là một trong những nghệ sĩ nổi bật năm 2020 tại thị trường nhạc Việt khi phiên bản vật lý đã nhanh chóng cán mốc 1000 bản bán ra sau 2 tuần lên kệ, đây là một con số đáng mơ ước tại thị trường Việt Nam. Trước đó, showcase quảng bá cho album yesteryear cũng bán hết toàn bộ chỉ sau vài ngày mở bán. Tại lễ trao giải Âm nhạc Cống hiến 2021, Phùng Khánh Linh đã nhận được 2 đề cử ở các hạng mục "Album của năm" và "Nhạc sĩ của năm"; Cô cũng lọt vào đề cử Giải Mai Vàng 2021 cho hạng mục Ca sĩ nhạc nhẹ.
Ngày 11 tháng 11 năm 2022, cô cho ra mắt album phòng thu thứ 2 của mình CITOPIA với 10 ca khúc sáng tác bởi cô theo phong cách "city pop" của Nhật Bản những năm 80. Album – gồm ba đĩa đơn mở đường lần lượt là "Căn gác mùa hè", "Năm ngoái giờ này", "Quý cô say xỉn" – được đánh giá cao và đặc biệt được đăng bài trên tờ The Japan Times, với lời ngợi khen "hơn cả sự hồi sinh". Và tại lễ trao giải Âm nhạc Cống hiến 2023, Phùng Khánh Linh đã nhận được 3 đề cử ở các hạng mục "Nữ ca sĩ của năm", "Nhạc sĩ của năm" và "Album của năm".

### 2024–nay: Rời Hãng đĩa Thời Đại vàGiữa một vạn người
Ngày 29 tháng 6 năm 2024, Hãng đĩa Thời đại thông báo kết thúc hợp đồng độc quyền với Phùng Khánh Linh. Cô đầu quân về Black Swan Label, một hãng quản lý nghệ sĩ trực thuộc Hãng đĩa Thời đại. Tháng 9 cùng năm, cô cho ra mắt "Ước anh tan nát con tim" và thông báo về album phòng thu thứ 3 sắp ra mắt mang tên Giữa một vạn người. Đầu năm 2025, cô phát hành ca khúc "Em đau", với MV tựa như phóng sự về một tang lễ phong cách futuristic. Cùng với "Ước anh tan nát con tim", "Em đau" là ca khúc thứ 2 trích từ album phòng thu thứ 3 của Phùng Khánh Linh mang tên "Giữa một vạn người", dự kiến phát hành vào mùa hè 2025.
Sau Tết Nguyên Đán, Phùng Khánh Linh bắt đầu khởi động pilot tour thử nghiệm đi qua ba thành phố lớn Hà Nội, Đà Nẵng và Thành phố Hồ Chí Minh để quảng bá cho hai ca khúc mới cũng như có thể gặp gỡ khán giả của mình ở nhiều nơi khác. Ngày 28 tháng 5 năm 2025, ca khúc thứ 3 trích từ Giữa một vạn người mang tên "Khóc Blóck" đã được ra mắt, theo đuổi dòng nhạc alternative rock và pop-punk.

## Giải thưởng và đề cử
| Năm  | Giải thưởng                       | Hạng mục                    | Đề cử cho          | Kết quả | Tham khảo |
| ---- | --------------------------------- | --------------------------- | ------------------ | ------- | --------- |
| 2018 | Giải thưởng Âm nhạc Làn Sóng Xanh | Gương mặt mới xuất sắc nhất | Phùng Khánh Linh   | Đề cử   | [ 24 ]    |
| 2019 | Giải thưởng Âm nhạc Cống hiến     | Nghệ sĩ mới của năm         | Phùng Khánh Linh   | Đề cử   | [ 25 ]    |
| 2019 | Giải thưởng Âm nhạc Cống hiến     | Bài hát của năm             | "Hôm nay tôi buồn" | Đề cử   | [ 25 ]    |
| 2021 | Giải thưởng Âm nhạc Cống hiến     | Album của năm               | yesteryear         | Đề cử   | [ 26 ]    |
| 2021 | Giải thưởng Âm nhạc Cống hiến     | Nhạc sĩ của năm             | Phùng Khánh Linh   | Đề cử   | [ 26 ]    |
| 2021 | Giải Mai Vàng                     | Ca sĩ nhạc nhẹ              | Phùng Khánh Linh   | Đề cử   | [ 16 ]    |
| 2023 | Giải thưởng Âm nhạc Cống hiến     | Nữ ca sĩ của năm            | Phùng Khánh Linh   | Đề cử   | [ 19 ]    |
| 2023 | Giải thưởng Âm nhạc Cống hiến     | Album của năm               | CITOPIA            | Đề cử   | [ 19 ]    |
| 2023 | Giải thưởng Âm nhạc Cống hiến     | Nhạc sĩ của năm             | Phùng Khánh Linh   | Đề cử   | [ 19 ]    |

## Danh sách đĩa nhạc

### Album phòng thu
| Tên                | Chi tiết |
| ------------------ | --- |
| Yesteryear         | - Phát hành: 3 tháng 12 năm 2020 - Hãng đĩa: Hãng đĩa Thời Đại - Định dạng: Tải nhạc, phát trực tuyến, CD                      |
| Citopia            | - Phát hành: 11 tháng 11 năm 2022 - Hãng đĩa: Hãng đĩa Thời Đại - Định dạng: Tải nhạc, phát trực tuyến, CD, Cassette, đĩa than |
| Giữa một vạn người | |

### Album tổng hợp
| Tên                  | Chi tiết                                                                                             |
| -------------------- | --- |
| The Early Recordings | - Phát hành: 5 tháng 5 năm 2022 - Hãng: Hãng đĩa Thời Đại - Định dạng: Tải nhạc, phát trực tuyến, CD |

### Đĩa mở rộng
| Tên                 | Chi tiết                                                                                          |
| ------------------- | ------------------------------------------------------------------------------------------------- |
| 7 Deep Cuts Session | - Phát hành: 20 tháng 4 năm 2020 - Hãng: Hãng đĩa Thời Đại - Định dạng: Tải nhạc, phát trực tuyến |

### Đĩa đơn
| Tên                                                       | Album                         |
| --------------------------------------------------------- | ----------------------------- |
| "Mẹ Ơi, Cho Con Về Nhà" (Với Nhạc của Trang)              |                               |
| "Cảm Ơn Vì Đã Lắng Nghe"                                  | the early recordings          |
| "Hôm Nay Tôi Buồn"                                        | the early recordings          |
| "Liệu Anh Có Nghe"                                        | the early recordings          |
| "Thành Phố Xa Lạ"                                         | the early recordings          |
| "Trên Ô Cửa Máy Bay"                                      | the early recordings          |
| "Chocolate"                                               | Chocolate                     |
| "Thầm Yêu"                                                | 7 Deep Cut Sessions           |
| "Ước Một Ngày"                                            | 7 Deep Cut Sessions           |
| "Những Ngày Thật Khác"                                    | 7 Deep Cut Sessions           |
| "Chiếc Lá Vô Tình"                                        | 7 Deep Cut Sessions           |
| "Tình Yêu Ở Lại"                                          | 7 Deep Cut Sessions           |
| "Một Bản Tình Ca Nhịp 6/8" (OST STAGE OF LOVE THE SERIES) | một bản tình ca nhịp 6/8      |
| "Thế Giới Không Anh" (world without you)                  | yesteryear                    |
| "Cô Gái Nhân ái" (he said she said)                       | yesteryear                    |
| "Gói Tình Em Rồi Về" (pack my things and leave)           | yesteryear                    |
| "Chỉ Còn Lại Hai Ta" (dance in the city)                  | yesteryear                    |
| "Một Liều Thuốc"                                          | yesteryear                    |
| "Cô Đơn Sớm Tối"                                          | yesteryear                    |
| "Lửa Gần Rơm Lâu Ngày Cũng Bén"                           | lửa gần rơm lâu ngày cũng bén |
| "Căn Gác Mùa Hè" (sweet summer)                           | CITOPIA                       |
| "Năm Ngoái Giờ Này"(after all)                            | CITOPIA                       |
| "Quý Cô Say Xỉn" (secret sunday)                          | CITOPIA                       |
| "Ước Anh Tan Nát Con Tim"                                 | GIỮA MỘT VẠN NGƯỜI            |
| "Em Đau"                                                  | GIỮA MỘT VẠN NGƯỜI            |

## Video âm nhạc
| Năm  | Tên bài hát                                                          | Định dạng     | Album                                       | Ngày phát hành       |
| ---- | -------------------------------------------------------------------- | ------------- | ------------------------------------------- | -------------------- |
| 2017 | Hãy Bảo Nắng Về Đi (OST Cô Gái Đến Từ Hôm Qua)                       | Promo video   | the early recordings                        | 20 tháng 7 năm 2017  |
| 2018 | Hôm nay tôi buồn                                                     | Video âm nhạc | the early recordings                        | 01 tháng 2 năm 2018  |
| 2018 | Trên Ô Cửa Máy Bay                                                   | Video âm nhạc | the early recordings                        | 06 tháng 6 năm 2018  |
| 2018 | Thành Phố Xa Lạ                                                      | Video âm nhạc | the early recordings                        | 13 tháng 12 năm 2018 |
| 2019 | Thành Phố Xa Lạ (Lazy Version)                                       | Video lyrics  | the early recordings                        | 29 tháng 3 năm 2019  |
| 2019 | Em Về Trời                                                           | Video âm nhạc | the early recordings                        | 18 tháng 4 năm 2019  |
| 2019 | Cám Ơn Vì Đã Lắng Nghe                                               | Video âm nhạc | the early recordings                        | 22 tháng 5 năm 2019  |
| 2019 | Liệu Anh Có Nghe (...Bài Hát Này)                                    | Video âm nhạc | the early recordings                        | 29 tháng 9 năm 2019  |
| 2019 | Mai Này... (Em Sẽ Nấu Cơm) ft. Han (OST Ngốc Ơi Tuổi 17)             | Video lyrics  | the early recordings                        | 22 tháng 11 năm 2019 |
| 2019 | Mẹ ơi, cho con về nhà (TRANG & PHÙNG KHÁNH LINH)                     | Video lyrics  |                                             | 02 tháng 2 năm 2019  |
| 2020 | Chocolate (Valentine Song)                                           | Video lyrics  | Chocolate                                   | 13 tháng 2 năm 2020  |
| 2020 | Thầm Yêu                                                             | Video âm nhạc | 7 Deep Cuts Session                         | 14 tháng 4 năm 2020  |
| 2020 | Ước Một Ngày                                                         | Video âm nhạc | 7 Deep Cuts Session                         | 28 tháng 4 năm 2020  |
| 2020 | Những Ngày Thật Khác                                                 | Video âm nhạc | 7 Deep Cuts Session                         | 12 tháng 4 năm 2020  |
| 2020 | Chiếc Lá Vô Tình                                                     | Video âm nhạc | 7 Deep Cuts Session                         | 01 tháng 6 năm 2020  |
| 2020 | Tình Yêu Ở Lại                                                       | Video âm nhạc | 7 Deep Cuts Session                         | 06 tháng 6 năm 2020  |
| 2020 | một bản tình ca nhịp 6/8 (OST STAGE OF LOVE THE SERIES)              | Video lyrics  |                                             | 29 tháng 5 năm 2020  |
| 2020 | thế giới không anh / world without you                               | Video âm nhạc | yesteryear (deluxe)                         | 31 tháng 7 năm 2020  |
| 2020 | gói tình em rồi về / pack my things and leave                        | Video lyrics  | yesteryear (deluxe)                         | 23 tháng 10 năm 2020 |
| 2020 | sao anh không hiểu? / why can't you                                  | Video âm nhạc | yesteryear (deluxe)                         | 05 tháng 11 năm 2020 |
| 2020 | cô gái nhân ái / he said she said                                    | Video vũ đạo  | yesteryear (deluxe)                         | 03 tháng 12 năm 2020 |
| 2020 | đừng thả thính / don't flirt                                         | Video vũ đạo  | yesteryear (deluxe)                         | 09 tháng 12 năm 2020 |
| 2021 | chỉ còn lại hai ta / dance in the city                               | Video âm nhạc | yesteryear (deluxe)                         | 06 tháng 1 năm 2021  |
| 2021 | lá thư 100 / letter #100                                             | Video lyrics  | yesteryear (deluxe)                         | 30 tháng 1 năm 2021  |
| 2021 | hoa tiêu dao / fading flower                                         | Video lyrics  | yesteryear (deluxe)                         | 14 tháng 3 năm 2021  |
| 2021 | mpg (birthday's version) (ft. 39 Kingdom)                            | Video âm nhạc | yesteryear (deluxe)                         | 07 tháng 3 năm 2021  |
| 2021 | chỉ buồn hôm nay / one blue day                                      | Video âm nhạc | yesteryear (deluxe)                         | 18 tháng 6 năm 2021  |
| 2021 | yêu hết tấm thân này / in the mood for love (ft. Josh Frigo)         | Video lyrics  | yesteryear (deluxe)                         | 17 tháng 7 năm 2021  |
| 2021 | anh đã không rõ ràng với em / love confusion (ft. MYRNE)             | Video lyrics  | yesteryear (deluxe)                         | 28 tháng 7 năm 2021  |
| 2021 | em của ngày hôm qua / yesterme                                       | Video lyrics  | yesteryear (deluxe)                         | 30 tháng 7 năm 2021  |
| 2021 | một liều thuốc / digital medicine                                    | Video lyrics  | yesteryear (deluxe)                         | 06 tháng 8 năm 2021  |
| 2021 | cô đơn sớm tối / lonely                                              | Video âm nhạc | yesteryear (deluxe)                         | 20 tháng 8 năm 2021  |
| 2021 | nhìn em mà xem / look at me now                                      | Visualizer    | yesteryear (deluxe)                         | 02 tháng 9 năm 2021  |
| 2021 | lửa gần rơm lâu ngày cũng bén / no strings attached (ft. 39 Kingdom) | Video âm nhạc | lửa gần rơm lâu ngày cũng bén               | 28 tháng 12 năm 2021 |
| 2022 | mới đây thôi                                                         | Video audio   | the early recordings                        | 11 tháng 5 năm 2022  |
| 2022 | chạy - sáng tối                                                      | Video audio   | the early recordings                        | 11 tháng 5 năm 2022  |
| 2022 | căn gác mùa hè (sweet summer)                                        | Video âm nhạc | CITOPIA                                     | 30 tháng 8 năm 2022  |
| 2022 | năm ngoái giờ này / after all                                        | Video lyrics  | CITOPIA                                     | 10 tháng 10 năm 2022 |
| 2022 | nói lời có giữ lời? (words of wind)                                  | Video lyrics  | CITOPIA                                     | 16 tháng 11 năm 2022 |
| 2022 | mùa hè 1994 (summer 1994)                                            | Video lyrics  | CITOPIA                                     | 17 tháng 11 năm 2022 |
| 2022 | đằng sau sân khấu (mystic moonlight)                                 | Video lyrics  | CITOPIA                                     | 17 tháng 11 năm 2022 |
| 2022 | sài gòn ôm lấy em (sentimental saigon)                               | Video lyrics  | CITOPIA                                     | 18 tháng 11 năm 2022 |
| 2022 | quý cô say xỉn (secret sunday)                                       | Video âm nhạc | CITOPIA                                     | 18 tháng 11 năm 2022 |
| 2022 | em tạm đi vắng khi anh thức giấc (day dreamer)                       | Video lyrics  | CITOPIA                                     | 21 tháng 11 năm 2022 |
| 2022 | 1 2 3 4 tí tách (cry cry)                                            | Video lyrics  | CITOPIA                                     | 22 tháng 11 năm 2022 |
| 2022 | mùa hè 1994 / đằng sau sân khấu                                      | Video lyrics  | CITOPIA                                     | 25 tháng 11 năm 2022 |
| 2022 | ngưu tầm ngưu mã tầm mã (bye bye)                                    | Special stage | CITOPIA                                     | 09 tháng 12 năm 2022 |
| 2023 | Như Hoa Mùa Xuân (Phùng Khánh Linh, Wren Evans)                      | Video stage   | Gala Nhạc Việt: GreaTET - Thập Kỷ Nhạc Xuân | 01 tháng 1 năm 2023  |